# Unión Islámica de Ajnad al-Sham
La Unión Islámica de Ajnad al-Sham (en árabe: الاتحاد الإسلامي لأجناد الشام‎, al-ittihad al-islami li-ajnad al-sham, "Unión Islámica de los Soldados del Levante") es una alianza de grupos islamistas activa durante la Guerra Civil Siria, afiliados a los Hermanos Musulmanes, que estuvo activo en la gobernación de Rif Dimashq durante la Guerra Civil Siria Se formó el 2 de diciembre de 2013. La organización expresó su apoyo por las conferencias de paz de Ginebra II.

## Historia

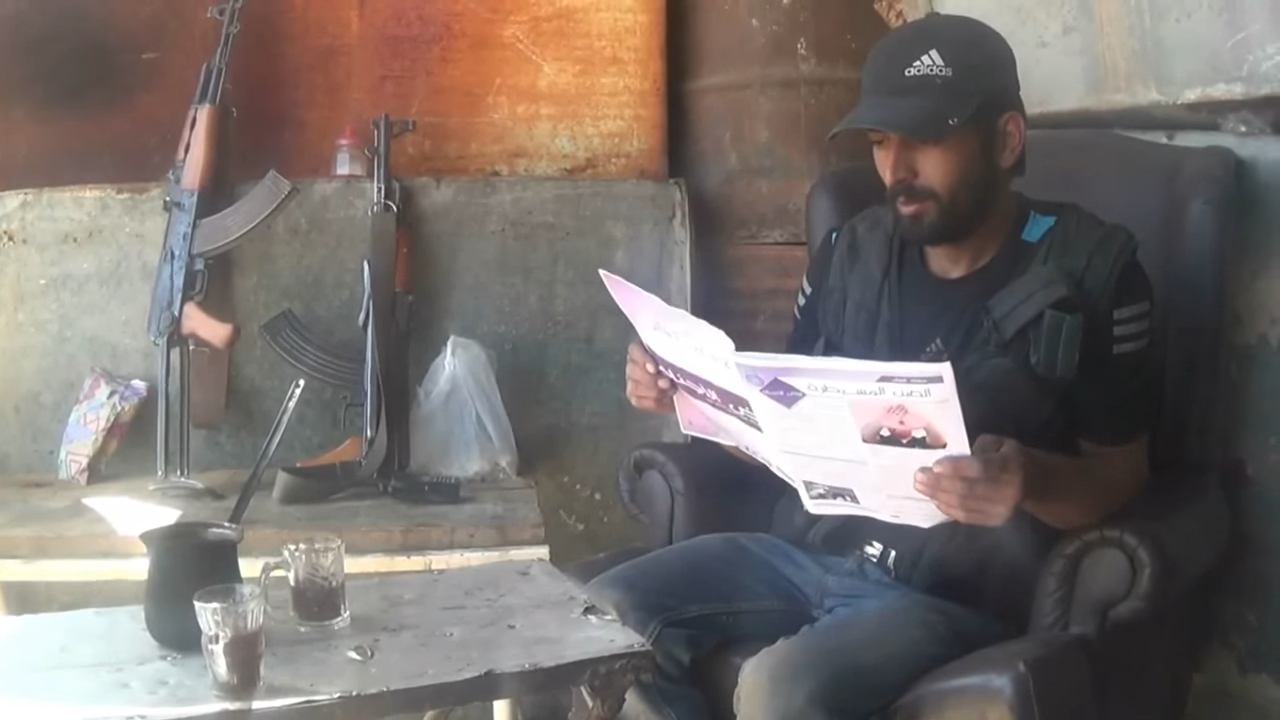
Un combatiente de la Unión Islámica Ajnad al-Sham durante el Asedio de Darayya y Muadamiyat, 20 de junio de 2015

A principios de noviembre de 2013, un gran número de grupos rebeldes islamistas suníes en la región de Damasco anunciaron la formación de la “Sala de Operaciones del Gran Damasco”, excluyendo a Ejército del Islam y a los yihadistas más radicales Frente al-Nusra y el Estado Islámico de Irak y el Levante. Más tarde ese mes, cinco de los grupos más grandes y mejor establecidos localmente dentro de la Sala de Operaciones: las Brigadas y Batallones Habib al-Mustafa, el Encuentro Amjad al-Islam, las Brigadas y Batallones Sahaba , la Juventud de los Batallones Huda y el Escudo de la Brigada Capital— declararon la creación de la Unión Islámica Ajnad al-Sham. Abu Muhammad al-Fatah, comandante de los Batallones Jóvenes de Huda, fue designado líder de la formación.
El grupo se alió inicialmente con Jaysh al-Islam (el grupo rebelde más grande en el este de Ghouta) siendo el líder de la Unión Islámica Abu Muhammad al-Fatah el segundo del líder de Jaysh al-Islam Zahran Alloush en el Mando Militar Unificado de Ghouta Oriental. Posteriormente, los dos grupos entraron en conflicto por el control de los túneles de contrabando en 2015. Jaysh al-Islam atacó la sede de la Unión Islámica varias veces entre 2015 y principios de 2016. Como resultado, Ajnad al- Los combatientes de la Falsa Unión Islámica con base en Ghouta oriental, incluidas todas las Brigadas y Batallones Habib al-Mustafa, anunciaron su "plena incorporación" a la Legión al-Rahman, aunque reiteraron que sus combatientes con base en los suburbios occidentales de Damasco de Daraya y Muadamiyat, así como en el sur de Damasco, seguirían operando bajo la bandera de la Unión Islámica Ajnad al-Sham y no formaban parte de esta fusión. 
A los combatientes de la Unión Islámica Ajnad al-Sham que se unieron a la Legión Rahman se les prohibió ocupar puestos de liderazgo y sus armas fueron incautadas y redistribuidas entre otros miembros de la Legión.
El 26 de febrero de 2016, las Fuerzas Especiales del Ejército sirio mataron al segundo líder de la Unión Islámica Ajnad al-Sham, Faysal al-Shami ("Abu Malek"), tras intensos enfrentamientos en el Barrio de la Asociación Daraya.
El 19 de marzo de 2017, los combatientes de la Unión Islámica de Ajnad al-Sham que abandonaron Daraya y Muadamiyat entre agosto y octubre de 2016 como parte del acuerdo de evacuación a Idlib se unieron a la Legión Sham,reduciendo la presencia de la Unión Islámica Ajnad al-Sham a dos bolsillos en las áreas de Gobernación de Damasco y Gobernación de Rif Dimashq.
Después de completar la ofensiva de Beit Jinn en enero de 2018 y la Ofensiva del sur de Damasco el mes siguiente, la presencia de la Unión Islámica de Ajnad al-Sham se redujo aún más a una único bolsillo en las afueras del sur de Damasco.
En mayo de 2018, los miembros restantes  durante la ofensiva del sur de Damasco que fueron evacuados a Idlib. Tras la evacuación, los grupos dejaron de estar activos.

## Composición
Los grupos implicados son:
- Brigadas de al-Habib al-Mustafa
- Reunión de Amjad al-Islam
- Brigadas y Batallones de Sahaba
- Batallones de Shabab al-Houda
- Brigada de Der al-Asima[5]